# Stefan Johansen
Stefan Marius Johansen (ur. 8 stycznia 1991 w Vardø) – norweski piłkarz grający na pozycji środkowego pomocnika. Od 2021 jest zawodnikiem klubu Queens Park Rangers.

## Kariera klubowa
Swoją karierę piłkarską Johansen rozpoczął w klubie Vardø IL. W 2005 roku został zawodnikiem klubu FK Bodø/Glimt. W 2007 roku awansował do kadry pierwszej drużyny i wtedy też zadebiutował w nim w norweskiej 1. divisjon. Na koniec sezonu wywalczył z Bodø/Glimt awans do Tippeligaen. W 2009 roku spadł z Bodø/Glimt do 1. divisjon.
W 2011 roku Johansen podpisał kontrakt ze Strømsgodset IF. 20 marca 2011 zadebiutował w nim w wygranym 2:1 domowym spotkaniu z Sogndal Fotball. W 2012 roku stał się podstawowym zawodnikiem Strømsgodset. W 2012 roku wywalczył z nim wicemistrzostwo Norwegii, a w 2013 roku został mistrzem tego kraju.
Na początku 2014 Johansen przeszedł do Celtiku. 2 lutego 2014 zaliczył w nim swój debiut w wygranym 1:0 domowym meczu z St. Mirren. W sezonach 2013/2014, 2014/2015 i 2015/2016 wywalczył z Celtikiem trzy wicemistrzostwa Szkocji z rzędu.
Latem 2016 Johansen został zawodnkiem Fulham. Swój debiut w nim zanotował 10 września 2016 w przegranym 0:1 domowym spotkaniu z Birmingham City. W sezonie 2017/2018 awansował z Fulham z EFL Championship do Premier League.
Zimą 2019 Johansen został wypożyczony do West Bromwich Albion. Zadebiutował w nim 19 lutego 2019 w zwycięskim 3:2 wyjazdowym meczu z Queens Park Rangers. W sezonie 2019/2020 ponownie grał w Fulham.
Na początku 2021 Johansen został wypożyczony do Queens Park Rangers. Swój debiut w tym klubie zaliczył 1 lutego 2021 w wygranym 2:1 wyjazdowym meczu z Watfordem. Latem 2021 przeszedł na stałe do Queens Park Rangers.
| Sezon   | Klub                 | Kraj     | Rozgrywki            | Mecze | Bramki |
| ------- | -------------------- | -------- | -------------------- | ----- | ------ |
| 2007    | Bodø/Glimt           | Norwegia | Adeccoligaen         | 4     | 0      |
| 2008    | Bodø/Glimt           | Norwegia | Tippeligaen          | 1     | 0      |
| 2009    | Bodø/Glimt           | Norwegia | Tippeligaen          | 4     | 0      |
| 2010    | Bodø/Glimt           | Norwegia | Adeccoligaen         | 18    | 0      |
| 2011    | Strømsgodset         | Norwegia | Tippeligaen          | 13    | 1      |
| 2012    | Strømsgodset         | Norwegia | Tippeligaen          | 27    | 3      |
| 2013    | Strømsgodset         | Norwegia | Tippeligaen          | 27    | 4      |
| 2013/14 | Celtic F.C.          | Szkocja  | Scottish Premiership | 16    | 2      |
| 2014/15 | Celtic F.C.          | Szkocja  | Scottish Premiership | 34    | 9      |
| 2015/16 | Celtic F.C.          | Szkocja  | Scottish Premiership | 23    | 0      |
| 2016/17 | Fulham               | Anglia   | Championship         | 36    | 11     |
| 2017/18 | Fulham               | Anglia   | Championship         | 45    | 8      |
| 2018/19 | Fulham               | Anglia   | Premier League       | 12    | 0      |
| 2018/19 | West Bromwich Albion | Anglia   | Championship         | 12    | 2      |
| 2019/20 | Fulham               | Anglia   | Championship         | 33    | 0      |
| 2020/21 | Queens Park Rangers  | Anglia   | Championship         | 21    | 4      |

Stan na: koniec sezonu 2020/2021

## Kariera reprezentacyjna
Johansen grał w młodzieżowych reprezentacjach Norwegii. Był w kadrze U-21 na Mistrzostwa Europy U-21. Wraz z Norwegią dotarł do półfinału tego turnieju.
W seniorskiej reprezentacji Norwegii Johansen zadebiutował 14 sierpnia 2013 w przegranym 2:4 towarzyskim meczu ze Szwecją, rozegranym w Solnie. W 43. minucie tego meczu zdobył gola.